# Orchesterprobe (Karl Valentin)
Die Orchesterprobe ist ein Kurzfilm von Karl Valentin aus dem Jahr 1933, dem das Theaterstück Tingeltangel zu Grunde liegt.

## Handlung
Die Orchesterprobe beginnt mit einem Dialog zweier Musiker, die zunächst über den Kapellmeister und dessen Unfähigkeit schimpfen, bis dieser hinter dem Rücken Karl Valentins auftaucht. Dieser schimpft zunächst seelenruhig über ihn weiter und versteht die Zeichensprache und verbale Hinweise anderer Musiker nicht, die ihm die Anwesenheit des Kapellmeisters verdeutlichen sollen.  Als Valentin dessen Anwesenheit bemerkt erschrickt er, wobei er den Notenständer zunächst umwirft und dann versucht hastig Noten und Instrument in Ordnung zu bringen. Vom Kapellmeister auf das eben Gehörte angesprochen, sucht Valentin die Ausrede, er habe nicht über den Kapellmeister, sondern über seinen eigenen Bruder gesprochen. Auf die Aussage des Kapellmeisters, er habe doch gar keinen Bruder, entgegnet er sehr kleinlaut, es gehe um die Schwester. Daraufhin richtet Valentin sehr umständlich und kleinlaut seine Noten und sein Instrument her.
Er weist den Kapellmeister das erste Mal darauf hin, dass ihm seine Fliege herunterhänge („Die Krawatte steht Ihnen hinunterwärts“). Eine kurze Wortspielerei mit den Worten „Ihnen“, „innen“ und „außen“ folgt.
Jetzt möchte der Kapellmeister beginnen, wobei er zunächst zu einer Moralpredigt gegenüber den Musikern ausholen will. Valentin jedoch hat irgendwo das Wort „Pause“ vernommen, unterbricht den Kapellmeister und verlangt nach einer, wobei er dem Kapellmeister in den Mund legt, er habe zur Pause aufgerufen. In einem kurzen Dialog klärt sich auf, dass Valentin tatsächlich das Wort Pause vernommen hat, da er es selbst ausgesprochen hat. 
Im Anschluss kommt die Ansage des Kapellmeisters es folge nun der erste Marsch. Das Wort "Marsch" wird von Valentin zweimal nachgesagt. Darauf holt der Kapellmeister wieder zu einer disziplinarischen Ansprache gegenüber den Musikern aus, wobei er die rhetorische Frage stellt, für was er denn eigentlich da sei. Valentin antwortet, dass sich die Musiker dies auch schon mal gefragt hätten.
Auf die Aussage des Kapellmeisters, es fehle den Musikern der „Rhythmus“, meldet sich Valentin zu Wort: Er kenne diesen zwar nicht, meine aber, den Bruder vom Rhythmus zu kennen. Das Missverständnis klärt sich jedoch, da Valentin ihn mit einer Person namens Reisberger verwechselt hat, einer kleinen langen Person mit dunkelweißem Bart.
Mit dem Marsch Wien bleibt Wien! von Johann Schrammel beginnt die Orchesterprobe. Dabei spielt Valentin auf dem Stuhl liegend Trompete, da die Noten vom Kapellmeister quer auf das Pult gelegt wurden. Nachdem der Kapellmeister zunächst abbricht, damit sich Valentin wieder gerade hinsetzen kann, unterbricht dieser kurz darauf erneut die Probe, sagt jedoch, es sei nichts. Nach ein paar Takten Musik unterbricht Valentin erneut, indem er die Trompete hochhält, da er sich nun sicher ist, dass ihm der Hosenträger abgerissen sei, welchen er sogleich umständlich aus seinem Frack zieht.
Nun beginnt der Marsch endlich, wobei der Musiker an der großen Trommel in die Generalpause hineinschlägt, was sowohl von Valentin als auch vom Kapellmeister (der seinerseits Valentins Kommentar „Rindviech“ tadelt) gerügt wird.
Der Marsch zieht nun wieder fort bis zur nächsten Unterbrechung des Kapellmeisters, bei der Valentin Unverständliches in die Trompete nuschelt. Auch nach dreimaliger Wiederholung, bei welcher Valentin versucht, sich deutlicher durch die an die Lippen angesetzte Trompete hindurch zu artikulieren, versteht ihn der Kapellmeister nicht, woraufhin er ihm die Trompete wegschlägt und ihn ein weiteres Mal zur Wiederholung auffordert. Valentin sagt, dass seine Fliege herunterhänge („Die Krawatte …“). Bei der nächsten Unterbrechung stößt sich Valentin am Mundstück und beschuldigt den Kapellmeister, er dirigiere zu zackig.
Nach Ende des Marsches beginnt das Orchester mit einer Version der Barcarole aus Hoffmanns Erzählungen von Jacques Offenbach, Valentin spielt jetzt Violine. Zunächst verwechselt er das Stück mit Hoffmannstropfen. Bevor sie zu spielen beginnen, weist Valentin den Kapellmeister stumm mit dem Geigenbogen deutend wieder auf die herabhängende Fliege hin.
Valentin und der Kapellmeister diskutieren nun, ob in den vom Kapellmeister geschriebenen Noten ein Fehler sein kann.
Die Musiker beginnen, wiederholen aber in einer Tour die ersten Takte, da sie ein Wiederholungszeichen entdeckt haben und sich nicht weiterzuspielen trauen. Im Streit darüber beginnen der Kapellmeister und Valentin mit Taktstock und Fiedelbogen gegeneinander zu fechten, wodurch der Kapellmeister seine selbst geschriebenen Noten durch unvorsichtiges Einsetzen seines Taktstocks zerstört.
Der Kapellmeister sagt an, die Dichter-und-Bauer-Ouvertüre von Franz von Suppè zu proben, allerdings fehlt der „Paukist“. Es folgt eine Diskussion, ob man eine abwesende Person sehen oder nicht sehen kann. Valentin muss nun Pauke und große Trommel spielen. Nach einer Diskussion über die Stimmung der Pauke, die allerdings nicht verstimmt ist, sondern an deren Missklang die darauf liegende Tschinelle schuld ist, was, obwohl deutlich erkennbar, erst nach langem Wortwechsel festgestellt wird, folgt die berühmte Geschichte vom Zufall. Im Anschluss wird der Kapellmeister wieder mehrmals darauf hingewiesen, dass die Fliege herabhängt. Es folgt nun die Ouvertüre, bei der Valentin alle Einsätze verschläft, zwischendurch schnupft, die Brille putzt, den Kapellmeister auf die Krawatte hinweist und immer wieder auf die Trommel bzw. die Pauke schlägt.

## Produktionsnotizen
Karl Valentin und Liesl Karlstadt gründeten 1915 ihre erste eigene Volkssängergesellschaft im Kabarett Wien-München. Aus den dort veranstalteten Volkssängerabenden entwickelten sie eine abgeschlossene Szenerie mit dem Titel Tingel-Tangel, die den kompletten Abend umfasste. Daraus wurde Theater in der Vorstadt und später die Orchesterszene. Mit diesen Szenerien standen die beiden insgesamt 1502-mal auf der Bühne.
Die Dreharbeiten zum Film Orchesterprobe erfolgten am 5. Juli 1933 in den Bavaria-Ateliers Geiselgasteig. Uraufführung war am 27. November 1933 im Berliner Kino Atrium als Vorfilm zu Glückliche Reise.

## Trivia
Eine Besonderheit der alten Münchner Sprache ist hier auffällig: Der Kapellmeister trägt eine Fliege, welche allerdings von Valentin immer als „Krawatte“ bezeichnet wird. Tatsächlich war dies zur damaligen Zeit im Münchner Sprachraum die übliche Bezeichnung, während eine Krawatte nach heutigem Verständnis als „Binder“ bezeichnet wurde.
In dem Lied Der Berg ruft der Band K2 von 1994 sind mehrere Valentin-Zitate aus der Orchesterprobe zu hören, wie „Der Hosenträger is' mir abgrissn“, sowie bezogen auf den Rhythmus: „Wie heißt der? Den kenn ich gar nicht – seinen Bruder glaub ich kenn ich“. Auch der einzige andere größere Hit von K2, Die Nachtigall singt, beinhaltet eine Zeile aus der Orchesterprobe („das mein doch ich!“).